# 阿納海姆島 (加利福尼亞州)
阿納海姆島（英語：Anaheim Island）是位於美國加利福尼亞州橘縣的一個非建制地區。該地的面積和人口皆未知。

## 地理
阿納海姆島的座標為33°48′50″N 117°57′50″W / 33.81389°N 117.96389°W，而該地的平均海拔高度為48米（即157英尺）。